# Fernando Lázaro Carreter
Fernando Lázaro Carreter (ur. 1940 w Saragossie, zm. 2004 w Madrycie) – hiszpański językoznawca, dziennikarz i krytyk literacki, dyrektor Real Academia Española w latach 1991–1998.
W 1997 roku wydał popularną książkę El Dardo en la Palabra, stanowiącą zbiór artykułów poświęconych praktyce językowej.